# Biris Norte

Bandera que utilitzen molts membres de la tribuna nord a nivell personal per reclamar la independència d'Andalusia, ja que els Biris Norte sempre han estat relacionats amb aquest moviment

Biris Norte és el grup ultra d'aficionats del Sevilla Fútbol Club. El nom es deu al jugador de Gàmbia Alhaji Momodo Njie, conegut com a Biri-Biri. Ideològicament s'autodefineixen com a antirracistes, i són considerats el grup ultra més antic de l'Estat espanyol, fundat l'any 1975. Té uns 2.500 socis.

## Característiques
Oficialment es consideren antiracistes, antifeixistes, comunistes i independentistes. En els partits es poden veure amb banderes comunistes, canten càntics a favor de la independència d'Andalusia i onegen banderes d'altres moviments independentistes, tot i que afirmen que això sempre és a nivell personal de cada membre, ja que Biris Norte com a grup sols té una política oficial: el seu equip i els seus colors.
El grup compta amb un fanzine oficial que es distribueix a l'estadi els dies de partit.

## Amistat i rivalitat
- Aliances: Els Biris Norte estan agermanats amb els Riazor Blues, del Real Club Deportivo de La Coruña[2] i el Kolectivo Sur del Xerez CD,[3]
- Rivalitats: Els seus principals rivals són els Supporters Gol Sur, grup ultra del Real Betis Balompié, i el Frente Atlético, grup ultra de l'Atlético de Madrid, Boixos Nois del Futbol Club Barcelona

## Història
En la temporada 1974-75, durant el partit entre el Sevilla FC i el Cadis, un grup de joves duia una pancarta en què es podia llegir "Peña Biri-Biri". El Sevilla finalment va guanyar amb un gol d'Alhaji Momodo Njle, conegut com a Biri-Biri, i el grup va recórrer el terreny de joc cantant crits de "Biri-Biri!" i tocant el tambor. Van rebre molts aplaudiments de la resta d'afició del Sevilla. Biri-Biri fou tret a espatlles en moltes ocasions per membres de la penya, i en un cop va ser portat a espatlles fins al seu domicili situat a la Gran Plaza.
Al llarg de la història, el grup ha adoptat diversos noms com ara Peña Biri-Biri, Brigadas Biris Norte i Biris Norte, per la localització de la penya a l'estadi. El 1995 el grup va patir una escissió, producte de l'aparició d'elements d'ideologia d'ultradreta, els quals, després d'una sèrie de conflictes i discussions, van formar on nou grup anomenat Stukas Sur, mentre que a l'interior del grup, altres d'extrema esquerra i independentistes van formar una secció anomenada Al-Andalus.